# Dunbar, West Virginia
Dunbar är en ort i Kanawha County i delstaten West Virginia, USA.